# Leninskoe (Oblast' di Kirov)
Leninskoe è una cittadina della Russia europea centro-settentrionale, situata nella oblast' di Kirov; appartiene amministrativamente al rajon Šabalinskij, del quale è il capoluogo.
Sorge nella parte occidentale della oblast', circa 200 chilometri a ovest del capoluogo regionale Kirov, sulle sponde del fiume Bol'šaja Kakša (affluente della Vetluga).
L'insediamento venne fondato nel 1854 con il nome di Bogorodskoe; al giorno d'oggi è un piccolo centro industriale (industria dei mobili, alimentare, dei materiali da costruzione).